# Garen Nazarian
Garen Nazarian (in armeno Կարեն Նազարյան; Erevan, 29 novembre 1966) è un diplomatico armeno.

## Biografia
Si è formato presso Dipartimento di studi orientali della Università Statale di Yerevan dove si è laureato nel 1988. Nel 1991 si è Diplomato all'Accademia Diplomatica di Mosca.
Dal 1991 ha lavorato presso il Ministero degli Affari Esteri della Repubblica di Armenia e per l'anno 1993-1994 ha lavorato presso l'Ambasciata della Repubblica d'Armenia Russia. Nel Biennio successivo ha ricoperto il ruolo di capo del segretariato del Ministero degli Affari Esteri della Repubblica di Armenia.
Dal 1996 al 2002 è stato Ambasciatore armeno presso l'ufficio delle Nazioni Unite a Ginevra e altre organizzazioni internazionali.
Nel 2000 ha presieduto dell'Ottavo Summit della Convenzione delle Nazioni Unite contro la tortura e altre pene o trattamenti crudeli, disumani o degradanti.
Nell'anno seguente è stato vicepresidente della Conferenza mondiale sulla lotta al razzismo, alla discriminazione razziale, alla xenofobia e all'intolleranza.
Tra il 2002-2004 ha ricoperto il ruolo di consigliere del Ministro degli Affari Esteri della Repubblica di Armenia, membro del comitato per la concorrenza del Ministero degli Affari Esteri della Repubblica di Armenia e membro della Commissione intergovernativa armeno-americana.
Per il quinquennio 2005-2009 è stato Ambasciatore straordinario e plenipotenziario della Repubblica di Armenia presso la Repubblica Islamica dell'Iran, sollevato dall'incarico il 7 luglio 2009 con decreto del Presidente della Repubblica di Armenia, il 10 agosto dello stesso anno è stato nominato rappresentante permanente della Repubblica di Armenia presso le Nazioni Unite.
Tra il 2009 e il 2011 ha presieduto della 54ª e 55ª sessione del Comitato sullo status femminile del Consiglio economico e sociale delle Nazioni Unite, e nel 2012 la Carta delle Nazioni Unite e comitato speciale per il rafforzamento dell'organizzazione.
Dal maggio 2014 è stato nominato Vice Ministro degli Affari Esteri della Repubblica di Armenia, incarico ricoperto fino al 28 dicembre 2018, il Primo Ministro quando è stato nominato Ambasciatore della Repubblica di Armenia presso la Santa Sede (Vaticano). Nel luglio 2019 è stato nominato Ambasciatore della Repubblica di Armenia presso il Sovrano Ordine di Malta.

## Premi e menzioni.
Nel 2011 ha ricevuto la medaglia Mechitar Gosh e nel 2015 la Medaglia di 2º grado per i Servizi alla Patria.
nel 2017 ha ricevuto la "Medaglia d'onore dell'Assemblea nazionale" e lettera di encomio da parte del Presidente della Repubblica d'Armenia.